# 韓国大学生進歩連合
韓国大学生進歩連合（かんこくだいがくせいしんぽれんごう、朝鮮語: 한국대학생진보연합）は、大韓民国の民族解放派 (National Liberation; NL) 系列の学生運動団体。2018年3月10日に韓国大学総学生会連合などの左派、親北朝鮮団体が合併して設立され、21世紀韓国大学生連合の後身であることを自任している。略称は、大進連（대진연）。
白頭称賛委員会を組織し、2018年11月には朝鮮民主主義人民共和国の国務委員長である金正恩のソウル訪問歓迎行事を主導し、韓国人に受けやすい反日言動をしながら北朝鮮擁護・韓国右派批判世論扇動喚起のための活動を行う親北朝鮮団体だと指摘されている。

## 活動
2019年7月25日には、ソウル特別市麻浦区のMBC社屋内のフジテレビ韓国支社へ、奇襲デモをかけた。また、7月29日午後には、他の団体と共にソウル特別市鍾路区の旧日本大使館前で、旭日旗や安倍晋三首相が描かれた横断幕を燃やすパフォーマンスを行った。
2019年7月29日には、「右派団体の白色テロ」を捏造して韓国右派への批判世論を扇動するために、左派政党である正義党の国会院内代表である尹昭夏に鳥の死骸と凶器が入った箱と共に「あなたは文在寅左派独裁の特等紅衛兵」だという手紙を送ったとして、大進連ソウル運営委員長のユ某（35歳男性）が逮捕された。ユ某は、韓国大学総学生会連合（韓総連）の最後の議長で、これまでに利敵表現物を配布した容疑など（国家保安法違反）で少なくとも2度起訴され、有罪判決を受けた人物であったという。大進連は逮捕の翌日に記者会見を開き、「警察による詐欺操作劇の実態」と題した動画をYouTubeに公表し、事件を「警察の捏造捜査」だと批判した。逮捕直後、左派弁護士会である民主社会のための弁護士会の弁護士と面会した
2019年10月には、在韓米軍防衛費分担金の引き上げに反対し、駐韓アメリカ合衆国大使公邸に侵入して逮捕され、このうち4人は1審で懲役1年と執行猶予2年を宣告された。
2020年4月15日に予定された大韓民国第21代国会議員選挙に先立ち、呉世勲元ソウル特別市長や羅卿瑗議員など未来統合党の選挙事務所や遊説現場に現れ、選挙妨害や落選運動をおこない、警察の調査を受けたりもした。
2024年1月と10月には、大進連のメンバー複数が「金建希を特検せよ」などと叫んで龍山大統領室に突入を試みる事件が発生した。
2024年3月9日、大進連のメンバー4人が、成一鍾議員の辞任を要求してソウル特別市永登浦区の国民の力党舎に無断侵入し、立て籠る事件を起こした。